# رود لیوتوگا
رود لیوتوگا (انگلیسی: Lyutoga) یک رودخانه در استان ساخالین کشور روسیه است.